# Автошлях Т 0303
Автошля́х Т 0303 — автомобільний шлях територіального значення у Волинській та Рівненській областях. Пролягає територією Луцького та Дубенського районів через Луцьк — Радомишль — Демидівку — Дубно. Загальна довжина — 70,1 км.

## Маршрут
Автошлях проходить через такі населені пункти:
| Автошлях Т 0303    |              |
| Волинська область  |              |
| Луцький район      |              |
| Луцьк              | Н17          |
| Полонка            |              |
| Промінь            |              |
| Баківці            |              |
| Радомишль          |              |
| Рівненська область |              |
| Дубенський район   |              |
| Золочівка          |              |
| Набережне          |              |
| Хрінники           |              |
| Лопавше            |              |
| Демидівка          | Т 1806Т 1813 |
| Рогізне            |              |
| Вовковиї           |              |
| Миколаївка         |              |
| Повча              |              |
| Придорожнє         |              |
| Гнатівка           |              |
| Малі Сади          |              |
| Кривуха            |              |
| Дубно              | E40E85М06М19 |

## Проблеми

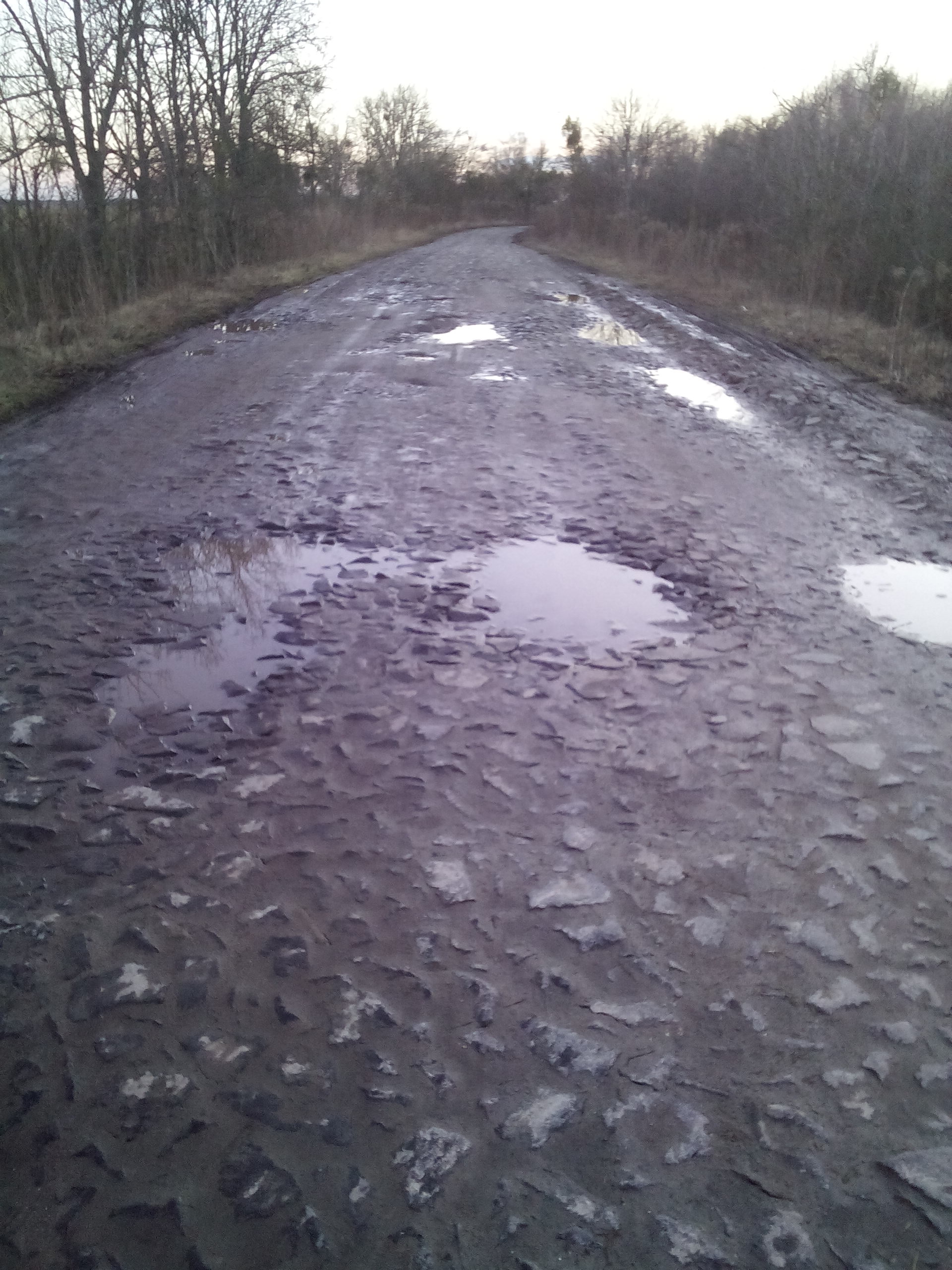
Дорога поблизу с. Вовковиї

Основною проблемою автомобільної дороги є відсутність належного утримання, потреба у проведенні поточного ремонту більшості ділянок. На деяких ділянках ремонт покриття не проводився з моменту її будівництва.
Питання у залученні додаткового фінансування на утримання і ремонт автодороги регулярно піднімається органами місцевого самоврядування та місцевої влади Рівненської області. Жителі сіл незадоволені нестабільним автобусним сполученням, яке пролягає через дану дорогу. 
У 2020 році Служба автомобільних доріг у Рівненській області визначила два відрізки загальною протяжністю майже 50 кілометрів для проведення поточного середнього ремонту. За них пропонують 1,2 млрд грн. Учасниками виявили бажання бути три фірми, наразі триває перевірка їхніх документів перед допуском до торгів. 